# Rosa transturkestanica
Rosa transturkestanica är en rosväxtart som beskrevs av N.F. Russanov. Rosa transturkestanica ingår i släktet rosor, och familjen rosväxter. Inga underarter finns listade i Catalogue of Life.